# Kevin Durant
Pour les articles homonymes, voir Durant et Kevin Durand.
Kevin Durant, né le 29 septembre 1988 à Washington, D.C, est un joueur américain de basket-ball. Il évolue actuellement aux Rockets de Houston en National Basketball Association (NBA). Mesurant 2,08 m et pesant 109 kg, il a la possibilité d'évoluer à la fois aux postes d'ailier et d'ailier fort.
Il étudie avec les Longhorns du Texas de l'université du Texas pendant un an, et obtient le titre de meilleur joueur universitaire en 2007. Il s'inscrit à la draft après son année en National Collegiate Athletic Association (NCAA) et est sélectionné en deuxième position par les SuperSonics de Seattle, franchise qui s'installe l'année suivante à Oklahoma City pour devenir le Thunder d'Oklahoma City. En 2010, Durant conduit l'équipe des États-Unis au titre mondial lors du championnat du monde disputé en Turquie, compétition dont il est nommé meilleur joueur. Deux ans plus tard, il devient champion olympique lors des Jeux olympiques de Londres. Il est nommé meilleur joueur de la NBA (MVP) lors de la saison 2013-2014.
En juillet 2016, Durant signe un contrat de 54,3 millions de dollars sur deux ans avec les Warriors de Golden State. Il est à nouveau champion olympique avec les États-Unis à Rio en 2016, avant de remporter le championnat NBA 2016-2017 en étant élu meilleur joueur de la finale remportée 4-1 face aux Cavaliers de Cleveland. Lors de la saison 2017-2018, Durant est de nouveau champion et MVP des Finales. En juillet 2019, en même temps que Kyrie Irving, il signe un contrat de 164 millions de dollars avec les Nets de Brooklyn pour une durée de quatre ans.
Durant remporte aussi le titre olympique à Tokyo en 2021 et à Paris en 2024. Durant fait partie des 8 joueurs ayant dépassé les 30 000 points inscrits en saison régulière durant leur carrière.

## Carrière universitaire

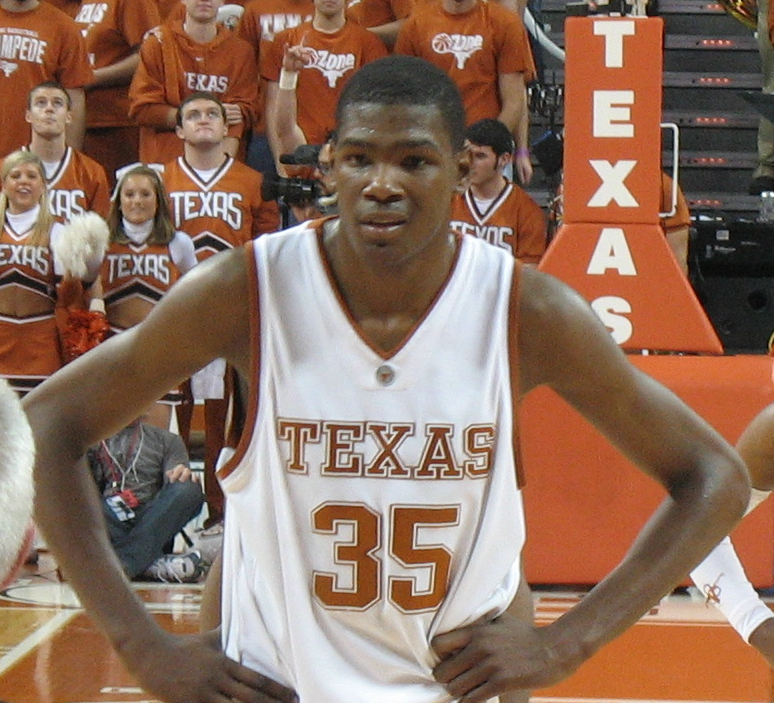
Kevin Durant avec les Longhorns du Texas en 2007.

Lors de sa dernière année de lycée, Kevin Durant est considéré comme le joueur ayant le plus de potentiel après Greg Oden. Il est nommé co-MVP du McDonald's All-American Game avec Chase Budinger.
Durant s'engage à jouer pour l'équipe universitaire des Longhorns de l'université du Texas à Austin. Dès ses débuts dans le championnat de la National Collegiate Athletic Association (NCAA), il s'impose comme l'un des meilleurs joueurs universitaires du pays et bat de nombreux records pour un joueur de première année. Il est titulaire pendant les 35 matches de la saison, marque 25,8 points en moyenne par rencontre et prend 11,1 rebonds pour 36 minutes par rencontre. Durant termine ainsi meilleur rebondeur et meilleur marqueur de la conférence Big 12. Il marque 47 % de ses tirs et 40 % de ses tirs à trois points ainsi que 82 % de ses lancers-francs. Durant réussit 20 double-doubles et marque plus de 30 points dans onze rencontres (record de la conférence Big 12).
En février 2007, Jerry Colangelo affirme que Durant sera convoqué au camp d'entraînement de l'équipe des États-Unis de basket-ball lors de l'été 2007.
Lors du tournoi universitaire NCAA 2007, les Texas Longhorns jouent 2 rencontres avant d'être éliminés. Durant marque 28,5 points et prend 8,5 rebonds en moyenne.
Il obtient le titre de meilleur joueur de basket-ball universitaire décerné par l'Associated Press en mars 2007. Il reçoit aussi les titres de meilleur freshman de l'année et de joueur de l'année de la conférence universitaire Big 12.
Le 26 mars 2007, Durant est élu dans la All-American Team de l'Associated Press avec Greg Oden, Arron Afflalo, Alando Tucker et Acie Law IV. Oden et Durant sont les premiers freshmen à recevoir cette distinction depuis 1990 et les 3e et 4e depuis la création de la récompense.
En avril 2007, il reçoit le John R. Wooden Award et le Naismith College Player of the Year qui récompensent le meilleur joueur de basket-ball universitaire.
Le 10 avril 2007, Durant se déclare candidat à la draft 2007 de la NBA du 28 juin 2007.

## Carrière en NBA

### SuperSonics de Seattle (2007-2008)
Durant est choisi par les SuperSonics de Seattle en deuxième position de la draft 2007 de la NBA. Dès sa première saison, il marque 20,3 points en moyenne par rencontre. Le dernier match de la saison il marque 42 points dans une victoire contre les Warriors de Golden State et il réussit le panier de la victoire contre les Hawks d'Atlanta, le 16 novembre 2007, après 2 prolongations. Le bilan de Seattle est médiocre (20v - 62d), et l'équipe ne participe pas aux playoffs mais Kevin Durant est élu Rookie of the Year (meilleur débutant).

### Thunder d'Oklahoma City (2008-2016)

#### Des débuts réussis (2008-2010)

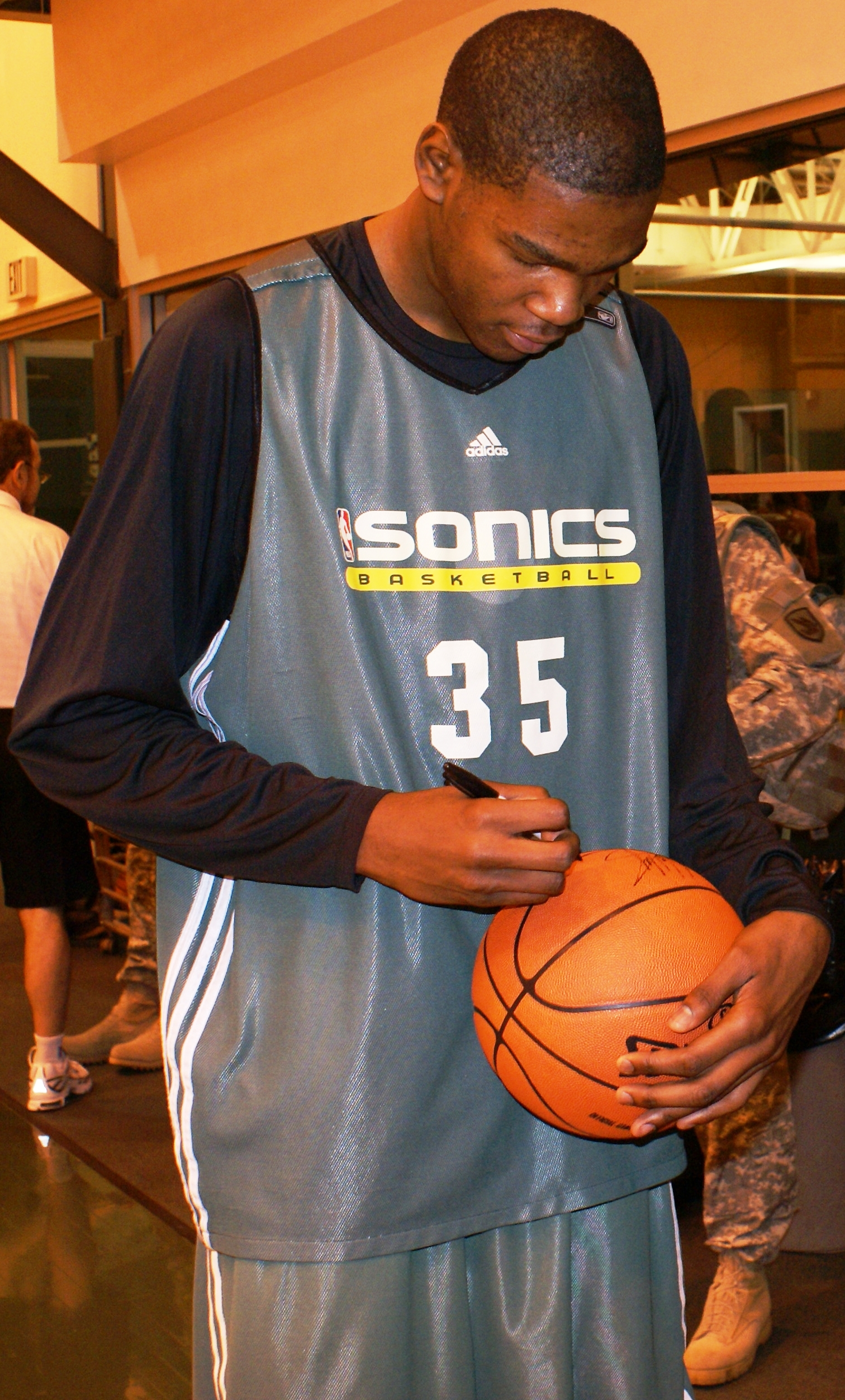
Kevin Durant avec les couleurs des SuperSonics de Seattle en janvier 2008.

Le 2 juillet 2006, les SuperSonics annoncent officiellement le déménagement de l'équipe, depuis installée dans la ville d'Oklahoma City.
Lors de la saison 2008-2009, Durant continue sa progression en tournant à plus de 25 points et 6 rebonds de moyenne. Cette saison, il dépasse 3 fois la barre des 40 points. Grâce à ses performances il est sélectionné dans l'équipe des sophomores lors du Rookie Challenge où il marque 46 points dans la victoire des sophomores sur les rookies (122-116) et établit un nouveau record (battant les 36 points d'Amar'e Stoudemire en 2004). Il est nommé meilleur joueur (MVP) du match. Toujours au week-end du All-Star Game 2009, il remporte le H.O.R.S.E contre O. J. Mayo et Joe Johnson. Le club continue ses mauvais résultats (23v - 59d) et manque les playoffs malgré l'arrivée d'un rookie prometteur, Russell Westbrook.
Lors de la saison 2009-2010, Durant tourne, en moyenne, à plus de 30 points (record du club pour la moyenne de points sur une saison), 7 rebonds, presque 3 passes décisives, 1,4 interception et 1 contre. Ses très bonnes statistiques lui valent sa première sélection au All-Star Game en tant que remplaçant où il marque 15 points. Durant est désigné à trois reprises meilleur joueur de la semaine de la conférence Ouest, puis meilleur joueur du mois d'avril de cette même conférence. À la fin de la saison, il obtient le titre de meilleur marqueur (c'est le plus jeune joueur à le remporter) et est sélectionné dans la All-NBA First Team, l'équipe-type de la NBA en compagnie de LeBron James, Dwight Howard, Dwyane Wade et Kobe Bryant. Il est aussi deuxième dans l'élection du MVP. Durant bat aussi le record du plus grand nombre de points marqués en une saison par un joueur de la franchise, record détenu depuis 1989 par Dale Ellis. Sur le plan collectif, la saison est aussi une réussite. Le Thunder gagne 50 matchs et se qualifie pour les playoffs grâce au duo Durant-Westbrook. En playoffs le Thunder gagne deux matchs face au futur champion, les Lakers de Los Angeles mais il perd la série en six matchs. Il réussit un grand match dans la victoire de son équipe lors du match 3 en marquant 29 points et prenant 19 rebonds. Durant termine la série avec 25 points et 7,7 rebonds de moyenne mais il ne dépasse pas les 35 % aux tirs.

#### L'ascension jusqu'à la finale (2010-2012)

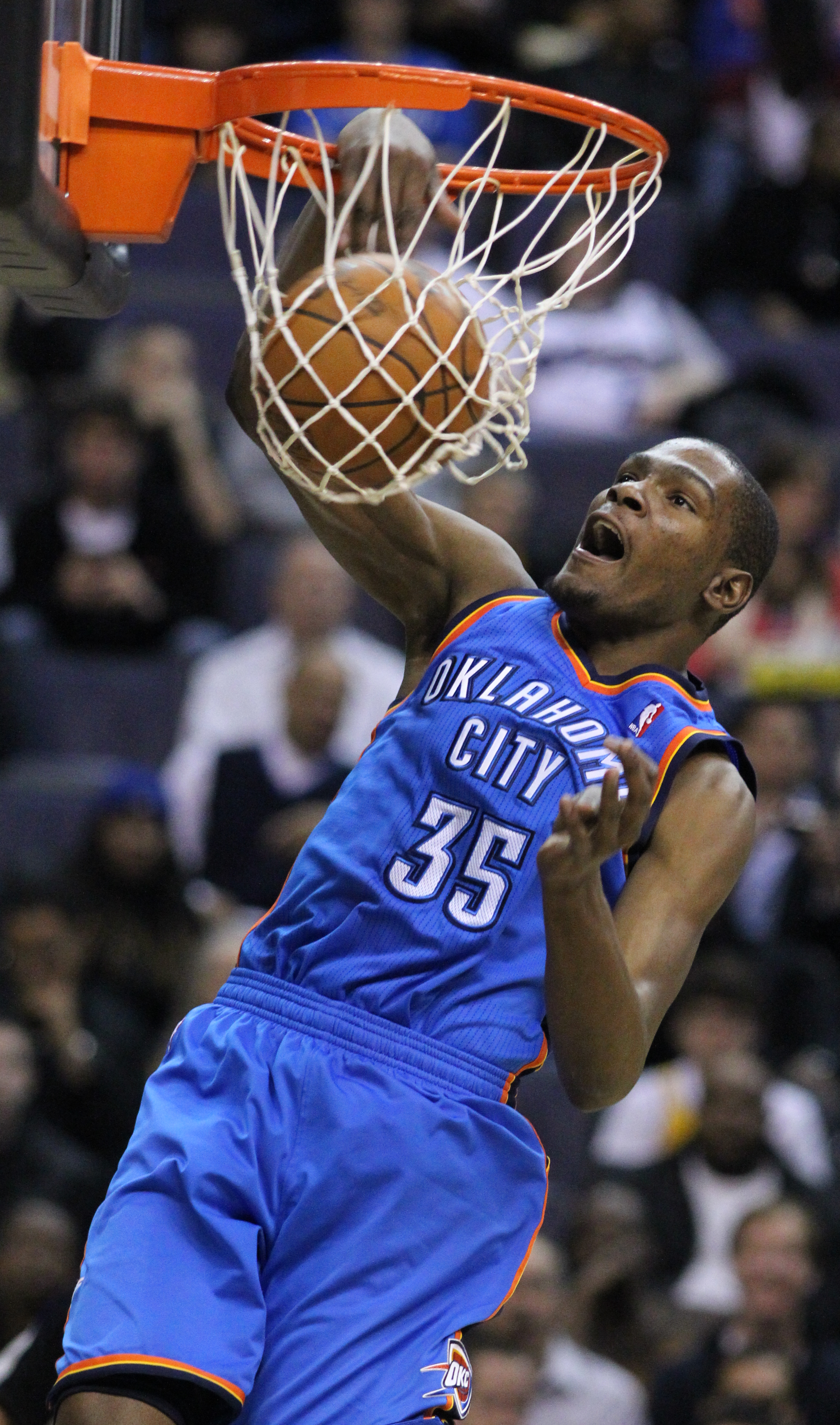
Kevin Durant avec le Thunder d'Oklahoma City en mars 2011.

Le 7 juillet 2010, Durant annonce sur son compte Twitter la signature d'une extension de cinq ans de son contrat avec le Thunder pour un montant avoisinant les 86 millions de dollars.
Lors de la saison 2010-2011, il est élu meilleur joueur du mois en décembre et en avril, et obtient deux titres de meilleur joueur de la semaine. Lors de sa deuxième participation au NBA All-Star Game, il inscrit 34 points, ajoutant également 3 rebonds, 2 passes, 2 interceptions et 2 contres lors d'une victoire 148 à 143 de l'équipe de l'Ouest, le titre de MVP étant attribué à Kobe Bryant. Avec 27,7 points, il termine la saison meilleur marqueur de la ligue. Il est également premier au classement des lancers-francs réussis (594) et tentés (840). Il est de nouveau désigné dans le premier cinq de la ligue. Après un bilan de 55 à 27 et un titre de la division Nord-Ouest, le Thunder remporte sa première série de playoffs sur le score de quatre à un face aux Nuggets de Denver puis se qualifie pour la finale de la conférence en s'imposant lors d'un septième match sur le score de 105 à 90 face aux Grizzlies de Memphis, rencontre où Durant inscrit 39 points, capte 9 rebonds, délivre 2 passes et réussit 3 contres. Lors de cette finale de la conférence Ouest, le Thunder s'incline en cinq manches face au futur champion NBA, les Mavericks de Dallas.
Le 19 février 2012, Durant dépasse pour la première fois de sa carrière la barre des cinquante points dans un match avec cinquante-et-une unités, lors de la victoire du Thunder d'Oklahoma City après prolongation face aux Nuggets de Denver. Lors de ce même match, son coéquipier Russell Westbrook marque quarante points et son autre coéquipier, Serge Ibaka, réalise un triple-double avec 14 points, 12 rebonds et 11 contres.
Lors de la saison 2011-2012, Kevin Durant participe pour la troisième année consécutive au NBA All-Star Game. Il est nommé meilleur joueur de la rencontre et devient le seul joueur de l'histoire à inscrire plus de 30 points lors de deux éditions consécutives. Le Thunder atteint les playoffs pour la troisième saison consécutive. Le Thunder se qualifie pour les playoffs. Emmené par Kevin Durant et Russell Westbrook, le Thunder écarte les Mavericks de Dallas de Dirk Nowitzki (4-0), les Lakers de Los Angeles de Kobe Bryant (4-1) puis les Spurs de San Antonio (4-2) après avoir remonté un déficit de 2 matchs à 0 (Durant marque 36 points dans le match 4 et 34 dans le match 6). En finale NBA, le Thunder affronte le Heat de Miami. Kevin Durant et LeBron James sont alors considérés comme les deux meilleurs joueurs du monde. Après s'être imposé sur le score de 105-94 lors du premier match, le Thunder perd les quatre matches suivants. Durant réalise une bonne finale (30,6 points de moyennes à 50,6 %).

#### Saison 2012-2013

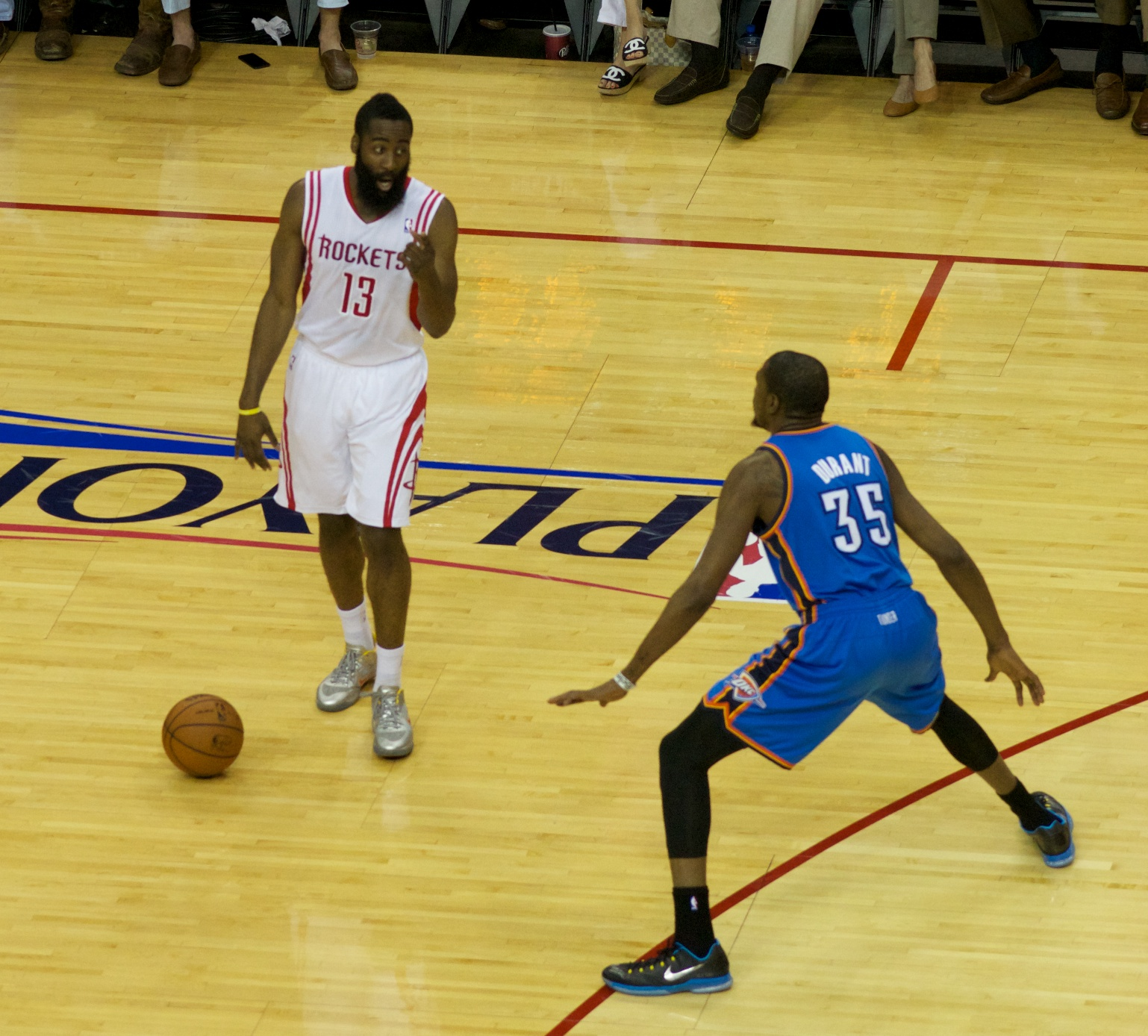
Kevin Durant en défense sur James Harden des Rockets de Houston.

Au début de la saison NBA 2012-2013, l'effectif du Thunder est modifié car James Harden, joueur important de l'équipe et élu meilleur sixième homme de la NBA lors de la saison précédente, a été transféré aux Rockets de Houston. Il débute cette nouvelle saison en devenant le deuxième plus jeune joueur, derrière LeBron James, à franchir la barrière symbolique des 10 000 points, à 24 ans et 34 jours. Le 18 janvier 2013, en inscrivant cinquante-deux points face aux Mavericks de Dallas, il établit son nouveau record de points en carrière, le précédent datant du mois de février de la saison précédente face aux Nuggets de Denver.
Après être devenu le premier joueur à réussir trente points ou plus lors de trois éditions successives du NBA All-Star Game, il établit un nouveau record de passes décisives en carrière avec onze lors d'une défaite 122 à 119 face aux Rockets de Houston. Lors de cette même rencontre, son ancien coéquipier James Harden établit son record de points en carrière et Durant réalise également son deuxième triple-double avec 16 points, 12 rebonds et 11 passes décisives.
Au terme de cette saison 2012-2013, il devient le sixième joueur de la NBA à finir une saison avec plus de 50 % de réussite aux tirs, 40 % à trois points et 90 % aux lancers-francs (connue sous le terme 50/40/90 season) depuis que la statistique des tirs à trois points est officiellement reconnue par la NBA en 1980,. Ses statistiques sont en hausse dans de nombreux domaines, il établit ses meilleures moyennes en carrière au niveau de la réussite aux tirs et aux lancers-francs ainsi qu'au nombre de passes décisives et de contres par match, le tout en tirant seulement 17,7 fois par match, à 24 ans il est le plus jeune de l'histoire à réussir pareille performance.
Le Thunder termine à la première place de la conférence Ouest. Au premier tour des playoffs NBA 2013, le Thunder, tête de série numéro 1 est opposé aux Rockets de Houston. Le Thunder remporte les deux premiers matches mais le meneur Russell Westbrook se blesse lors du second match et le Thunder peine à finir sa série qu'il remporte (4-2). Au tour suivant, l'équipe est battue par les Grizzlies de Memphis (4-1).

#### Saison de MVP (2013-2014)
Durant le mois de janvier de la 2013-2014, Durant inscrit en moyenne 35,9 points par match, marquant au moins 30 points dans 12 matchs consécutifs. Il bat même son record personnel en marquant 54 points (à 19 sur 28 au tir) dans une victoire face aux Warriors de Golden State le 17 janvier. Preuve de sa régularité au plus haut niveau dans le domaine offensif, en avril Durant surpasse le record de Michael Jordan pour le nombre de matchs consécutifs avec au moins 25 points, avec 41 matches. Durant reste toutefois derrière Wilt Chamberlain, le détenteur du record avec 80. Le Thunder termine l’année avec 59 victoires et Durant est élu Most Valuable Player avec des moyennes de 32 points, 7,4 rebonds et 5,5 passes décisives par match. Pour commencer le premier tour des playoffs, il peine face au jeu physique des Grizzlies de Memphis, ne réussissant que 24 % de ses tirs dans le match 4. Après six matchs, le Thunder est mené 3-2 dans la série et The Oklahoman, journal de l'Oklahoma, surnomme Durant « Mr. Unreliable ». Dans le 6e match, il marque 36 points et le Thunder bat les Grizzlies au bout des sept matchs. Après avoir battu les Clippers de Los Angeles au tour suivant, le Thunder échoue en six matchs en série de conférence face aux Spurs de San Antonio.

#### Dernières saisons avec le Thunder (2014-2016)

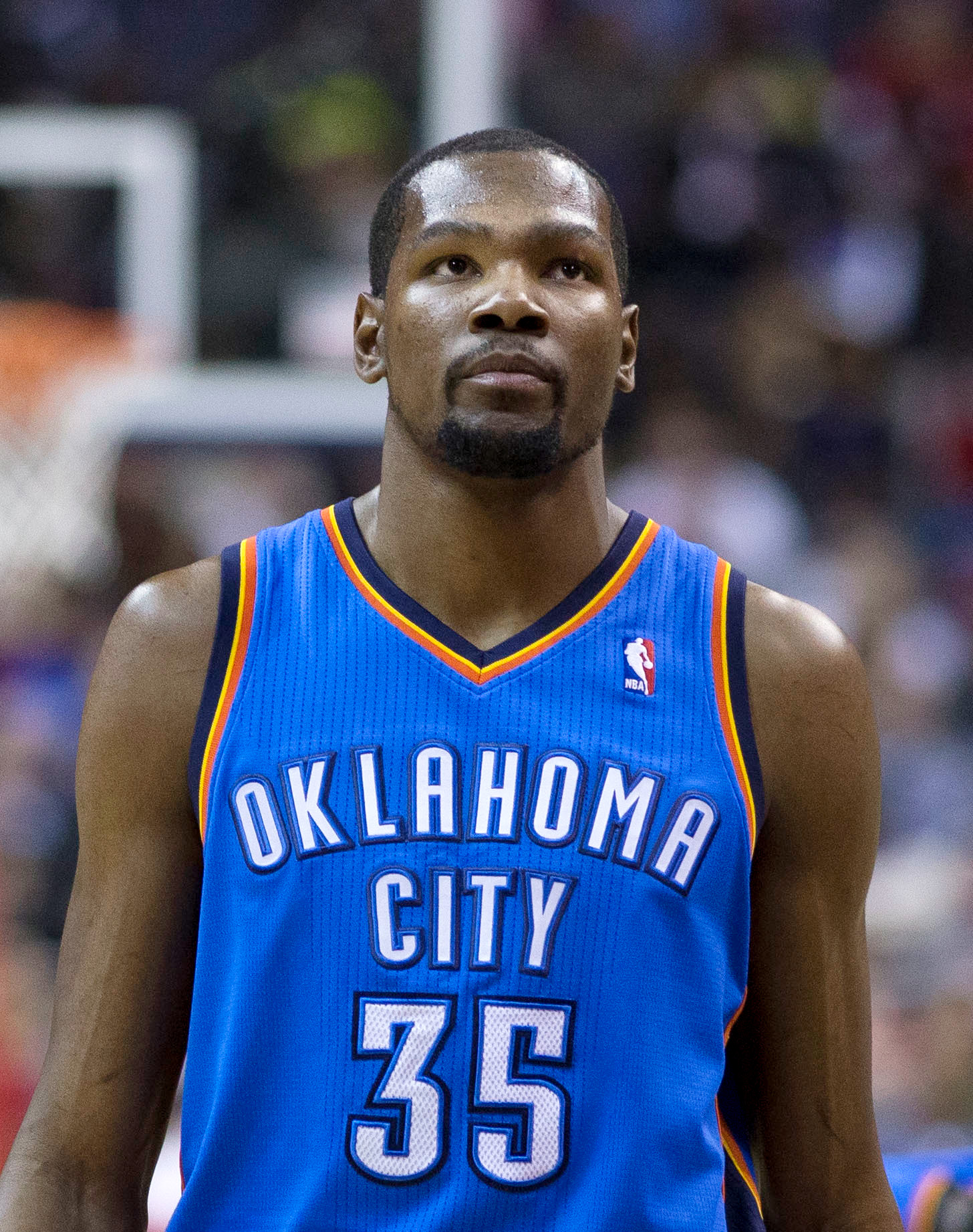
Kevin Durant en 2014.

Avant le début de la saison 2014-2015, il se fracture le pied droit et manque les 17 premiers matchs de la saison et fait ses débuts, le 2 décembre, contre les Pélicans de La Nouvelle-Orléans. Il se blesse à plusieurs reprises et arrête sa saison sur blessure le 27 mars. En 27 matchs, il obtient des moyennes de 25,4 points, 6,6 rebonds et 4,1 passes décisives par match.
Pour commencer la saison 2015-2016, Durant et Russell Westbrook deviennent les premiers coéquipiers à marquer au moins 40 points en un match depuis 1996. Le 11 avril, Durant marque 34 points contre les Lakers, établissant un record de la NBA pour le nombre de matchs consécutifs avec au moins 20 points : il réalise cette prouesse dans 64 matchs. Les statistiques de Durant sur la saison régulière sont de 28,2 points, 8,2 rebonds, 5 passes décisives et 1,2 contre par match. Le Thunder finit la saison avec 55 victoires et la troisième tête de série à l'Ouest. Dans le deuxième match du premier tour des playoffs contre les Mavericks de Dallas, il marque 21 points mais ne convertit que 7 tirs sur 33 au cours de sa pire performance au tir d'après-saison, à la fois en pourcentage et en nombre de ratés, de sa carrière. Après avoir battu Dallas, Oklahoma City affronte les Spurs au deuxième tour, accusant un retard de 2-1 pour commencer la série, ils remportent toutefois la série en six matches. Ils affrontent ensuite les Warriors du Golden State (73 victoires en saison régulière) et après avoir mené 3 à 1, le Thunder est battu en sept matches. Durant inscrit 27 points dans le septième match.

### Warriors de Golden State (2016-2019)

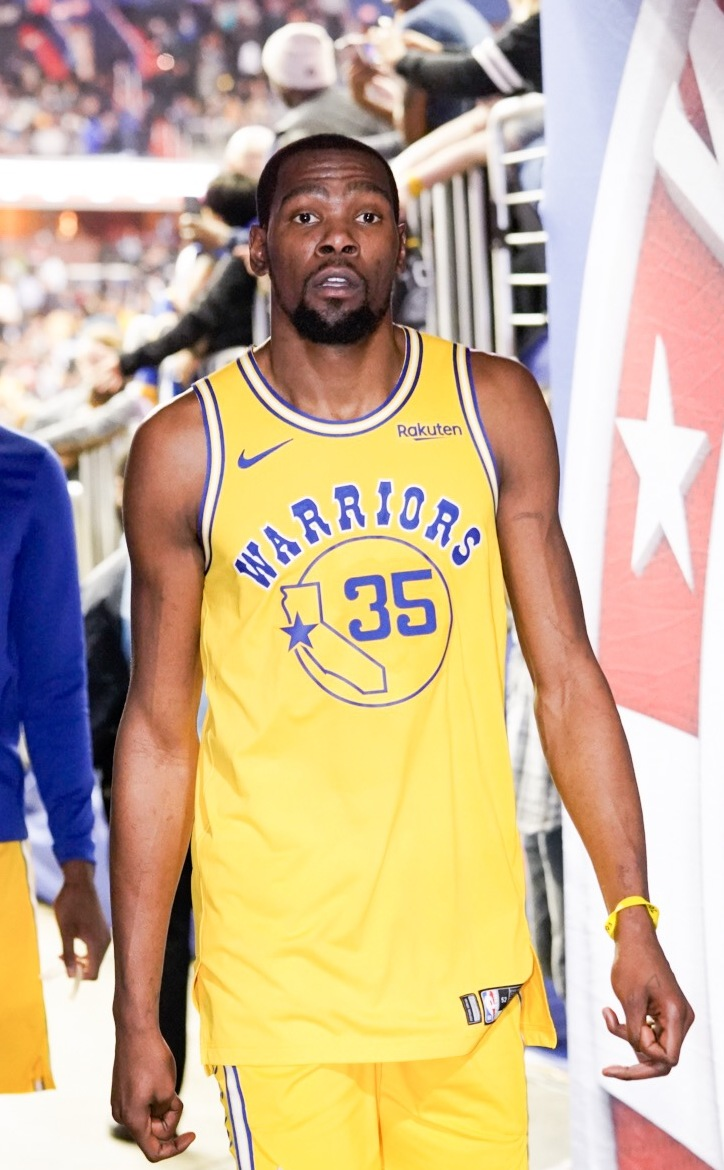
Kevin Durant avec les couleurs des Warriors de Golden State en janvier 2019.

Le 4 juillet 2016, après avoir annoncé son départ d'Oklahoma City via le site The Players' Tribune, il signe aux Warriors de Golden State un contrat de 54 300 000 $ sur deux ans. Il motive cette décision par la volonté de sortir de la « zone de confort » dans laquelle il s'était installé. Néanmoins, Kevin Durant essuie son lot de critiques pour avoir rejoint l'équipe affichant le meilleur bilan en saison régulière de l'histoire de la ligue (73-9). Les Warriors avaient éliminé le Thunder lors des playoffs quelques semaines auparavant.
Les Warriors remportent le titre lors de la saison 2016-2017 en battant en finale les Cavaliers de Cleveland 4-1. Durant est élu meilleur joueur de la finale. Après que Durant a décliné par avance une invitation du président américain Donald Trump aux champions NBA à venir à la Maison-Blanche et que Stephen Curry a hésité sur l'attitude qu'il adopterait devant cette invitation, Trump annule l'invitation.
Les Warriors remportent le titre lors de la saison 2017-2018 en battant en finale les Cavaliers 4-0. Durant est élu meilleur de la finale. Il s'agit du deuxième joueur à avoir obtenu au moins 4 fois le titre de meilleur scoreur en saison régulière et avoir 2 titres de MVP des Finales tout comme Michael Jordan.[réf. nécessaire]
Lors de la saison 2018-2019 Kevin Durant a participé à 78 matchs pour 26 points de moyenne, grand artisan de la première place des Warriors de Golden State à l'ouest. Il débute les playoffs le 14 avril face à des Clippers accrocheurs, Kevin Durant marque 35 points de moyenne à 57 % de réussite au tir, dont 45 et 50 points pour finir la série. Puis, face aux Rockets, il maintient son niveau avec 33,2 points de moyenne et 41 % de réussite à trois points. Au cours du cinquième match de la série, il se fait une déchirure au mollet. Les Warriors de Golden State s'imposent 4-2 pour rejoindre les finales de conférence Ouest. Indisponible pour les finales de conférence contre les Trail Blazers de Portland, les Warriors de Golden State s'imposent tout de même 4-0 pour rejoindre les Raptors de Toronto en finales NBA 2019. Toujours en convalescence pour le début des Finales, Kevin Durant revient pour le match 5 mais après un seul quart-temps, dans lequel il a déjà inscrit 11 points, il se blesse gravement au tout début du second quart-temps sur une action de dribble et se rompt le tendon d'Achille. Les Warriors s'inclinent 4-2 et l'indisponibilité de Durant est estimée à plusieurs mois. Le 26 juin 2019, Kevin Durant choisit de décliner son option et devient agent libre au 30 juin 2019.

### Nets de Brooklyn (2019-2023)
Le 1er juillet 2019, débute la free agency, Kevin Durant décide de quitter les Warriors de Golden State pour rejoindre Kyrie Irving aux Nets de Brooklyn moyennant un contrat de 164 millions de dollars sur quatre ans. Son numéro 35 est par ailleurs retiré par les Warriors de Golden State. Le 8 juillet 2019, il annonce qu'il abandonne le numéro 35 pour porter le numéro 7.
Le 17 mars 2020, quatre joueurs des Nets dont Durant sont testés positifs au Covid-19. Le 22 décembre 2020, il dispute son premier match avec les Nets de Brooklyn et inscrit 22 points en 25 minutes contre les Warriors de Golden State permettant à son équipe de remporter le match 125 à 99.
Le 19 juin 2021, lors des playoffs NBA 2021, les Nets sont éliminés au terme d'un match 7 en demi-finale de conférence Est contre les Bucks de Milwaukee, match au cours duquel Durant inscrit 48 points, le plus grand nombre de points inscrit par un joueur durant un match 7 en NBA (jusqu'en mai 2023).
En août 2021, Durant et les Nets signent une prolongation de 4 ans du contrat qui les lie. La prolongation commence à partir de la saison 2022-2023 et Durant touchera 198 millions de dollars sur ces quatre saisons.
En mars 2022, Durant dépasse les 25 000 points marqués en saison régulière.
En avril 2022, Durant et les Nets sont éliminés au premier tour des playoffs (4 manches à 0) par les Celtics de Boston.
À l'été 2022, peu après la décision de Kyrie Irving, l'autre star des Nets, de rester à Brooklyn, Durant demande à quitter les Nets. Il explique ensuite au propriétaire Joe Tsai qu'il ne restera pas aux Nets si l'entraîneur Steve Nash et le general manager Sean Marks ne sont pas licenciés. Durant estime qu'il n'a plus confiance en ces deux personnes. Mais Tsai apporte son soutien public à Nash et Marks,,,,. Deux semaines plus tard, Tsai, Marks et Nash affirment, qu'après discussion avec Durant et son agent, un accord a été trouvé pour que Durant joue avec les Nets pour la saison à venir. Après un début de saison 2022-2023 difficile (2 victoires en 7 rencontres), Nash est démis de ses fonctions début novembre et remplacé à titre intérimaire par Jacque Vaughn.

### Suns de Phoenix (2023-2025)
Le 9 février 2023, après trois ans et demi passés chez les Nets de Brooklyn, Kevin Durant est envoyé aux Suns de Phoenix contre Mikal Bridges, Cameron Johnson, Jae Crowder ainsi que quatre premiers tours de draft,,. Avec Devin Booker et Chris Paul, il mène son équipe dans les séries éliminatoires (playoffs) 2023. Ils battent les Clippers de Los Angeles (4-1) mais sont battus 4 manches à 2 par les Nuggets de Denver en demi-finales de conférence.
Le 24 février 2024, il devient le 9e meilleur marqueur de l'histoire de la NBA en dépassant Carmelo Anthony avec 28 290 points inscrits,. Le 21 mars 2024, il en devient le 8e meilleur marqueur de l'histoire de la NBA en dépassant Shaquille O'Neal avec 28 597 points inscrits,,.
Le 11 février 2025, Kevin Durant dépasse les 30 000 points inscrits en saison régulière durant sa carrière, devenant le 8e joueur de l'histoire à atteindre cette marque,.

### Rockets de Houston (depuis 2025)
Le 22 juin 2025, après trois ans passés aux Suns de Phoenix, Kevin Durant est envoyé aux Rockets de Houston dans un échange contre Jalen Green, Dillon Brooks, le 10e choix de la draft 2025 ainsi que cinq seconds tours de draft,,.

## Carrière en équipe nationale

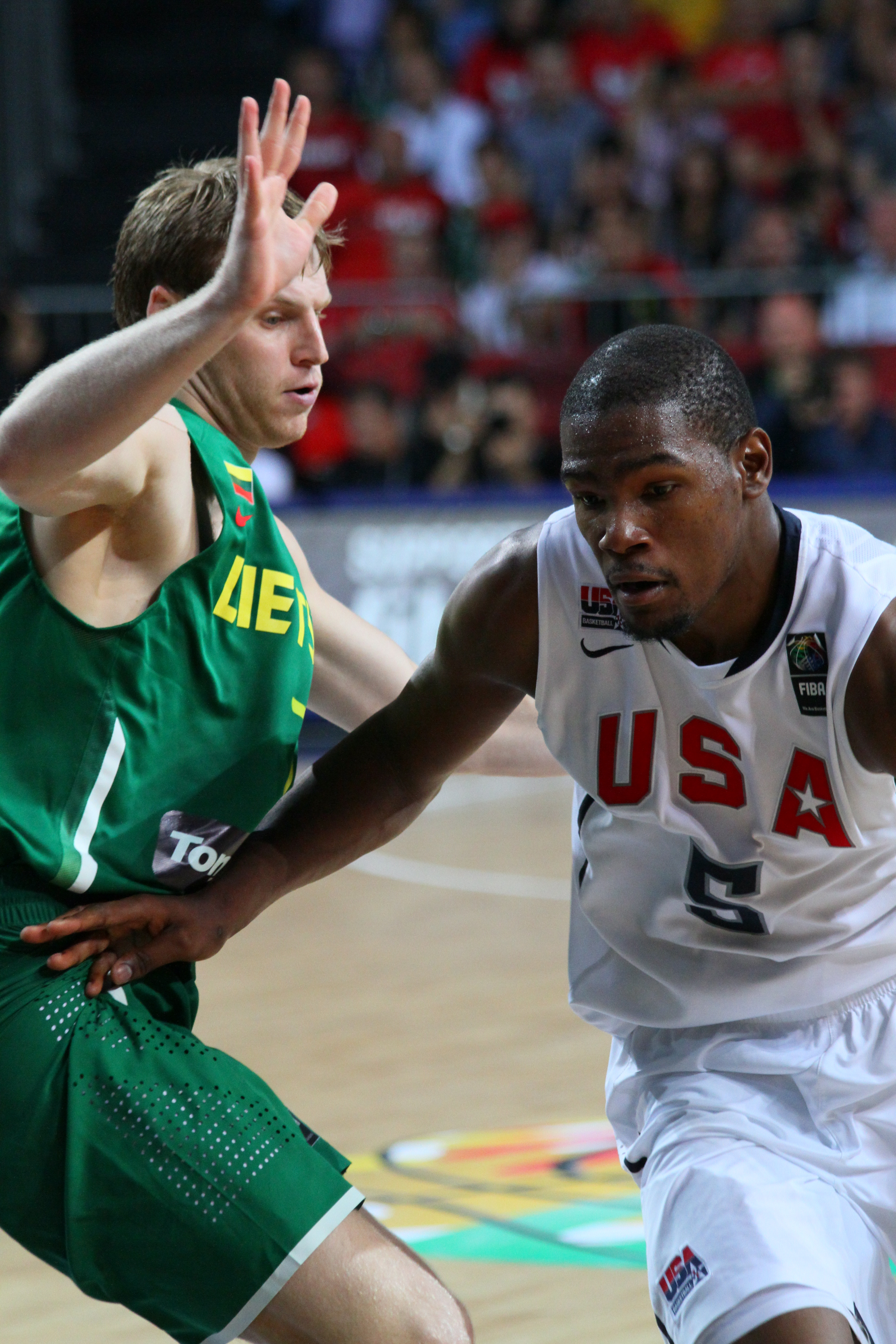
Kevin Durant avec l'équipe américaine contre la Lituanie en 2010.

En septembre 2010, lors du mondial de basket-ball en Turquie, il s'impose comme le leader de l'équipe des États-Unis. Il marque 38 points lors de la demi-finale contre la Lituanie et bat le record de points inscrits en un match par un joueur américain. Avec 22,8 points de moyenne par match depuis le début du tournoi, il établit la moyenne de points la plus élevée pour un joueur américain dans une compétition internationale (record précédent établi par Luther Burden en 1974 avec 20,2 points par rencontre). Son équipe remporte le championnat du monde et Durant obtient le titre de MVP.
Le 12 août 2012, il devient champion olympique avec l’équipe des États-Unis en battant l’Espagne en finale (107 à 100). Il est le meilleur marqueur de l'équipe américaine avec 19,5 points en moyenne par match à 48,5 % aux tirs dont 52 % à 3 points. Il marque 30 points en finale face à l'Espagne.
Durant participe à la préparation de l'équipe nationale pour la coupe du monde 2014 mais début août, il choisit de déclarer forfait se déclarant « physiquement et mentalement vidé »,.
Le 7 août 2021, en battant la France (87-82) en finale, il obtient à nouveau le titre de champion olympique, avec l'équipe des États-Unis. Lors de la finale, il marque 29 points (50 % au tirs malgré un pourcentage de 33 % à trois points, 88 % au lancer franc) et prend 6 rebonds dont un offensif.
Durant est champion olympique une quatrième fois lors des Jeux olympiques de Paris en 2024 après une nouvelle victoire face à l'équipe de France (98-87). Il devient alors le joueur de basket-ball le plus titré de l'histoire des Jeux olympiques et le meilleur marqueur (femmes et hommes confondus) de l'histoire olympique (en dépassant Lisa Leslie).

## Style de jeu
Kevin Durant est un ailier particulièrement grand pour son poste, dont la mesure de la taille a été sujette à des variations au fil du temps. Il est initialement mesuré à 2,06 m lors de son entrée en NBA. En 2016, il dit avoir menti sur sa taille et mesurer 2,11 m ou 2,13 m. En 2019, son nouveau club effectue une mesure qui le situe à 2,08 m. En 2023, la fiche de Durant sur le site de la NBA le mesure à 2,11 m (6′ 11″).
Il est doté d'un tir à mi distance et à trois points très efficace, sa moyenne en carrière est de 38 %, il est également extrêmement fort dans ses pénétrations et dans ses provocations de faute et met en moyenne 7 lancers francs par match. Il s'avère être également un bon rebondeur, passeur et excellent dribbleur. Depuis la saison 2016-2017, il s'améliore en défense avec une moyenne en saison 1,6 contre par match.

## Palmarès

### Sélection nationale
- Médaillé d'or au Championnat du monde 2010 en Turquie.
- Médaillé d'or aux Jeux olympiques d'été de 2012 à Londres.
- Médaillé d'or aux Jeux olympiques d'été de 2016 à Rio de Janeiro.
- Médaillé d'or aux Jeux olympiques d'été de 2020 à Tokyo.
- Médaillé d'or aux Jeux olympiques d'été de 2024 à Paris.

### NBA
- 2 fois Champion NBA : 2017 et 2018 avec les Warriors de Golden State.
- 4 fois Champion de la Conférence Ouest : 2012 (avec le Thunder d'Oklahoma City), 2017, 2018 et 2019 (avec les Warriors de Golden State)
- 4 fois Champion de la Division Nord-Ouest : 2011, 2012, 2013 et 2014 avec le Thunder d'Oklahoma City
- 3 fois Champion de la Division Pacifique : 2017, 2018 et 2019 avec les Warriors de Golden State

### Distinctions personnelles

#### Sélection nationale
- Élu meilleur joueur du Championnat du monde 2010[76].
- Élu dans le meilleur cinq du mondial 2010[76].
- Élu meilleur joueur des Jeux olympiques de 2020.
- Élu dans le cinq majeur des olympiades 2020[80].

#### NBA
- NBA Most Valuable Player en 2014[81],[32].
- 2 × NBA Finals Most Valuable Player Award en 2017 et 2018.
- Rookie of the Year en 2008.
- 15 sélections au NBA All-Star Game en 2010[82], 2011[83], 2012[19], 2013, 2014, 2015, 2016, 2017, 2018, 2019, 2021, 2022, 2023, 2024 et en 2025.
- 2 × MVP du NBA All-Star Game 2012[19] et 2019.
- NBA All-Rookie First Team en 2008[84].
- 6 × All-NBA First Team en 2010, 2011, 2012, 2013, 2014 et 2018[85].
- 5 × All-NBA Second Team en 2016, 2017, 2019, 2022 et 2024.
- Rookie du mois de la Conférence Ouest lors des mois de novembre et décembre 2007, et des mois de janvier, mars et avril 2008[86].
- 15 × joueur du mois en NBA (13 × au Thunder d'Oklahoma City, 1 × aux Warriors de Golden State et 1 × aux Nets de Brooklyn)[87].
- 32 × joueur de la semaine en NBA[88].
- MVP du Rookie Challenge de 2009.
- Vainqueur du H-O-R-S-E, concours disputé dans le cadre du NBA All-Star Week-end, lors des premières éditions, en 2009 et 2010.
- Deuxième plus jeune joueur à avoir franchi la barre des 10 000 points en NBA (derrière LeBron James, il devance Kobe Bryant)[23].
- All-Tournament Team 2023[89].

#### NCAA
- Récompensé du Trophée Wooden 2007, remis au meilleur joueur universitaire[90].
- Récompensé du Naismith College Player of the Year 2007, remis au meilleur joueur universitaire.
- Désigné All-American en 2007 par l'Amateur Athletic Foundation of Los Angeles[91].
- Désigné All-American par l'Associated Press[92].
- Désigné All-American par l'United States Basketball Writers Association[93].
- Désigné All-American par la National Association of Basketball Coaches[94].
- Best Male College Athlete ESPY Award en 2007.

## Statistiques

### Universitaires
Statistiques en saison universitaire de Kevin Durant
| Saison    | Équipe   | Matchs | Titul. | Min./m | % Tir | % 3pts | % LF | Rbds/m. | Pass/m. | Int/m. | Ctr/m. | Pts/m. |
| --------- | -------- | ------ | ------ | ------ | ----- | ------ | ---- | ------- | ------- | ------ | ------ | ------ |
| 2006-2007 | Texas    | 35     | 35     | 35,9   | 47,2  | 40,4   | 81,6 | 11,14   | 1,31    | 1,89   | 1,91   | 25,80  |
| Carrière  | Carrière | 35     | 35     | 35,9   | 47,2  | 40,4   | 81,6 | 11,14   | 1,31    | 1,89   | 1,91   | 25,80  |

### Professionnelles

#### Saison régulière
Légende :
| Champion NBA | MVP de la saison | Leader de la ligue | Recrue/rookie de la saison |

gras = ses meilleures performances
Statistiques en saison régulière de Kevin Durant au 20 avril 2023
| Saison        | Équipe        | Matchs | Titul. | Min./m | % Tir | % 3pts | % LF | Rbds/m. | Pass/m. | Int/m. | Ctr/m. | Pts/m. |
| ------------- | ------------- | ------ | ------ | ------ | ----- | ------ | ---- | ------- | ------- | ------ | ------ | ------ |
| 2007-2008     | Seattle       | 80     | 80     | 34,6   | 43,0  | 28,8   | 87,3 | 4,35    | 2,40    | 0,97   | 0,94   | 20,30  |
| 2008-2009     | Oklahoma City | 74     | 74     | 39,0   | 47,6  | 42,2   | 86,3 | 6,51    | 2,77    | 1,30   | 0,72   | 25,28  |
| 2009-2010     | Oklahoma City | 82     | 82     | 39,5   | 47,6  | 36,5   | 90,0 | 7,60    | 2,82    | 1,37   | 1,02   | 30,15  |
| 2010-2011     | Oklahoma City | 78     | 78     | 38,9   | 46,2  | 35,0   | 88,0 | 6,83    | 2,74    | 1,13   | 0,97   | 27,71  |
| 2011-2012*    | Oklahoma City | 66     | 66     | 38,6   | 49,6  | 38,7   | 86,0 | 7,98    | 3,50    | 1,33   | 1,17   | 28,03  |
| 2012-2013     | Oklahoma City | 81     | 81     | 38,5   | 51,0  | 41,6   | 90,5 | 7,90    | 4,62    | 1,43   | 1,30   | 28,15  |
| 2013-2014     | Oklahoma City | 81     | 81     | 38,5   | 50,3  | 39,1   | 87,3 | 7,38    | 5,49    | 1,27   | 0,73   | 32,01  |
| 2014-2015     | Oklahoma City | 27     | 27     | 33,8   | 51,0  | 40,3   | 85,4 | 6,59    | 4,07    | 0,89   | 0,93   | 25,41  |
| 2015-2016     | Oklahoma City | 72     | 72     | 35,8   | 50,5  | 38,8   | 89,8 | 8,18    | 5,01    | 0,96   | 1,18   | 28,18  |
| 2016-2017     | Golden State  | 62     | 62     | 33,4   | 53,7  | 37,5   | 87,5 | 8,27    | 4,84    | 1,06   | 1,60   | 25,08  |
| 2017-2018     | Golden State  | 68     | 68     | 34,2   | 51,6  | 41,9   | 88,9 | 6,82    | 5,38    | 0,74   | 1,75   | 26,35  |
| 2018-2019     | Golden State  | 78     | 78     | 34,6   | 52,1  | 35,3   | 88,5 | 6,37    | 5,86    | 0,74   | 1,08   | 25,99  |
| 2020-2021     | Brooklyn      | 35     | 32     | 33,1   | 53,7  | 45,0   | 88,2 | 7,06    | 5,57    | 0,71   | 1,29   | 26,94  |
| 2021-2022     | Brooklyn      | 55     | 55     | 37,2   | 51,8  | 38,3   | 91,0 | 7,40    | 6,38    | 0,87   | 0,95   | 29,87  |
| 2022-2023     | Brooklyn      | 39     | 39     | 36,0   | 55,9  | 37,6   | 93,4 | 6,72    | 5,31    | 0,82   | 1,46   | 29,69  |
| 2022-2023     | Phoenix       | 8      | 8      | 33,7   | 57,0  | 53,7   | 83,3 | 6,38    | 3,50    | 0,25   | 1,25   | 26,00  |
| 2023-2024     | Phoenix       | 75     | 75     | 37,2   | 52,3  | 41,3   | 85,6 | 6,60    | 5,04    | 0,92   | 1,21   | 27,09  |
| 2024-2025     | Phoenix       | 62     | 62     | 36,5   | 52,7  | 43,0   | 83,9 | 6,00    | 4,20    | 0,80   | 1,20   | 26,60  |
| Carrière      | Carrière      | 1123   | 1120   | 36,7   | 50,2  | 39,0   | 88,2 | 7,03    | 4,38    | 1,06   | 1,13   | 27,20  |
| All-Star Game | All-Star Game | 12     | 10     | 25,9   | 52,5  | 35,1   | 89,7 | 6,09    | 3,82    | 1,73   | 0,45   | 22,70  |

Notes : * Cette saison a été réduite de 82 à 66 matchs.

#### Playoffs
Légende :
| Champion NBA | Titre MVP des finales NBA | Leader de la ligue |

| Saison   | Équipe        | Matchs | Titul. | Min./m | % Tir | % 3pts | % LF | Rbds/m. | Pass/m. | Int/m. | Ctr/m. | Pts/m. |
| -------- | ------------- | ------ | ------ | ------ | ----- | ------ | ---- | ------- | ------- | ------ | ------ | ------ |
| 2010     | Oklahoma City | 6      | 6      | 38,5   | 35,0  | 28,6   | 87,1 | 7,67    | 2,33    | 0,50   | 1,33   | 25,00  |
| 2011     | Oklahoma City | 17     | 17     | 42,5   | 44,9  | 33,9   | 83,8 | 8,18    | 2,82    | 0,94   | 1,12   | 28,65  |
| 2012     | Oklahoma City | 20     | 20     | 41,9   | 51,7  | 37,3   | 86,4 | 7,40    | 3,70    | 1,45   | 1,20   | 28,50  |
| 2013     | Oklahoma City | 11     | 11     | 44,1   | 45,5  | 31,4   | 83,0 | 9,00    | 6,27    | 1,27   | 1,09   | 30,82  |
| 2014     | Oklahoma City | 19     | 19     | 42,9   | 46,0  | 34,4   | 81,0 | 8,95    | 3,95    | 1,00   | 1,32   | 29,63  |
| 2016     | Oklahoma City | 18     | 18     | 40,3   | 43,0  | 28,2   | 89,0 | 7,11    | 3,33    | 1,00   | 1,00   | 28,39  |
| 2017     | Golden State  | 15     | 15     | 35,5   | 55,6  | 44,2   | 89,3 | 7,93    | 4,27    | 0,80   | 1,33   | 28,53  |
| 2018     | Golden State  | 21     | 21     | 38,4   | 48,7  | 34,1   | 90,1 | 7,76    | 4,71    | 0,71   | 1,19   | 28,95  |
| 2019     | Golden State  | 12     | 12     | 36,8   | 51,4  | 43,8   | 90,3 | 4,92    | 4,50    | 1,08   | 1,00   | 32,25  |
| 2021     | Brooklyn      | 12     | 12     | 40,4   | 51,4  | 40,2   | 87,1 | 9,25    | 4,42    | 1,50   | 1,58   | 34,25  |
| 2022     | Brooklyn      | 4      | 4      | 44,0   | 38,6  | 33,3   | 89,5 | 5,75    | 6,25    | 1,00   | 0,25   | 26,25  |
| 2023     | Phoenix       | 11     | 11     | 42,3   | 47,8  | 33,3   | 91,7 | 8,73    | 5,55    | 0,82   | 1,36   | 29,00  |
| 2024     | Phoenix       | 4      | 4      | 42,1   | 55,2  | 41,7   | 82,4 | 6,50    | 3,25    | 0,50   | 1,50   | 26,75  |
| Carrière | Carrière      | 170    | 170    | 40,5   | 47,7  | 35,6   | 86,8 | 7,81    | 4,17    | 1,01   | 1,20   | 29,32  |

Mise à jour le 2 juin 2024

## Records personnels

### Sur une rencontre
Les records personnels de Kevin Durant en NBA sont les suivants, :
| Type de statistique        | Saison régulière | Saison régulière            | Saison régulière | Playoffs | Playoffs                  | Playoffs      |
| Type de statistique        | Record           | Adversaire                  | Date             | Record   | Adversaire                | Date          |
| -------------------------- | ---------------- | --------------------------- | ---------------- | -------- | ------------------------- | ------------- |
| Points                     | 55               | @ Hawks d'Atlanta           | 2 avril 2022     | 50       | @ Clippers de Los Angeles | 26 avril 2019 |
| Paniers marqués            | 19               | 4 fois                      | 4 fois           | 17       | Bucks de Milwaukee        | 19 juin 2021  |
| Paniers tentés             | 37               | Knicks de New York          | 13 mars 2022     | 36       | Bucks de Milwaukee        | 19 juin 2021  |
| Paniers à 3 points réussis | 8                | @ Hawks d'Atlanta           | 2 avril 2022     | 6        | 3 fois                    | 3 fois        |
| Paniers à 3 points tentés  | 15               | 2 fois                      | 2 fois           | 14       | @ Clippers de Los Angeles | 26 avril 2019 |
| Lancers francs réussis     | 24               | @ Clippers de Los Angeles   | 23 janvier 2009  | 18       | 2 fois                    | 2 fois        |
| Lancers francs tentés      | 26               | @ Clippers de Los Angeles   | 23 janvier 2009  | 20       | @ Celtics de Boston       | 20 avril 2022 |
| Rebonds offensifs          | 4                | 10 fois                     | 10 fois          | 4        | Spurs de San Antonio      | 31 mai 2014   |
| Rebonds défensifs          | 17               | 2 fois                      | 2 fois           | 17       | 2 fois                    | 2 fois        |
| Rebonds totaux             | 18               | @ Timberwolves du Minnesota | 26 janvier 2011  | 19       | Lakers de Los Angeles     | 22 avril 2010 |
| Passes décisives           | 16               | 2 fois                      | 2 fois           | 10       | 2 fois                    | 2 fois        |
| Interceptions              | 5                | 4 fois                      | 4 fois           | 4        | 4 fois                    | 4 fois        |
| Contres                    | 7                | 2 fois                      | 2 fois           | 5        | 2 fois                    | 2 fois        |
| Balles perdues             | 11               | @ Spurs de San Antonio      | 22 janvier 2014  | 9        | 2 fois                    | 2 fois        |
| Minutes jouées             | 54               | @ Magic d'Orlando           | 30 octobre 2015  | 57       | @ Grizzlies de Memphis    | 9 mai 2011    |

- Double-double : 306 (dont 47 en playoffs)
- Triple-double : 20 (dont 2 en playoffs)

Dernière mise à jour : 2 mars 2025

### En carrière
- Plus grand nombre de points inscrits lors du Rookie Challenge game : 46 (2009)[99],[100].
- Meilleur marqueur NBA en 2010 avec 30,1 points par match[101], 2011 avec 27,7 points par match[102], 2012 avec 28,0 points par match[103] et en 2014 avec 32,0 points inscrits par match[104].
- Joueur ayant inscrit le plus grand nombre de points sur une saison en 2009-2010 (2 472)[101], 2010-2011 (2 147)[102], 2011-2012 (1 850)[103], 2012-2013 (2 280)[105] et en 2013-2014 (2 593)[104].
- Joueur ayant le meilleur pourcentage de réussite aux lancers-francs en 2012-2013 avec 90,53 % à 679/750[105].
- Joueur ayant réussi le plus de lancers-francs sur une saison en 2009-2010 (756)[101], 2010-2011 (593)[102], 2011-2012 (431)[103] et en 2012-2013 (679)[105].
- Joueur ayant tenté le plus de lancers-francs sur une saison en 2009-2010 (840)[101].
- Joueur ayant passé le plus de minutes sur le terrain sur une saison en 2009-2010 (3 239 minutes jouées)[101] et en 2011-2012 (2 546)[103].
- Joueur ayant tenté le plus de tirs sur une saison en 2009-2010 (1 668)[101].
- Joueur ayant réussi le plus de tirs sur une saison en 2009-2010 (794)[101] et en 2011-2012 (643)[103].
- Détenteur avec Russell Westbrook du record du nombre de matchs où deux joueurs d'une même équipe ont marqué plus de 40 points chacun : 3[106].

Il détient également un record avec l'équipe des États-Unis :
- Plus grand nombre de points inscrits lors d'un match de championnat du monde gagné par les États-Unis : 38[107].

### En franchise
- Matchs consécutifs à 30 points ou plus : 12 (du 7 au 29 janvier 2014)[108].
- Matchs consécutifs à 25 points ou plus : 41 (du 7 janvier au 6 avril 2014)[31].
- Plus grand nombre de matchs à 30 points ou plus en une saison : 48 (2009-2010)[réf. nécessaire].
- Plus grand nombre de points inscrits en une saison : 2 593 (2013-2014)[109].

## Salaires
Les gains de Kevin Durant en NBA sont les suivants :
| Saison      | Équipe      | Salaire       |
| ----------- | ----------- | ------------- |
| 2007-2008   | SuperSonics | 4 171 200 $   |
| 2008-2009   | Thunder     | 4 484 040 $   |
| 2009-2010   | Thunder     | 4 796 880 $   |
| 2010-2011   | Thunder     | 6 053 663 $   |
| 2011-2012   | Thunder     | 15 506 632 $  |
| 2012-2013   | Thunder     | 16 669 630 $  |
| 2013-2014   | Thunder     | 17 832 627 $  |
| 2014-2015*  | Thunder     | 18 995 624 $  |
| 2015-2016   | Thunder     | 20 158 622 $  |
| 2016-2017   | Warriors    | 26 540 100 $  |
| 2017-2018   | Warriors    | 25 000 000 $  |
| 2018-2019   | Warriors    | 30 000 000 $  |
| 2019-2020   | Nets        | 37 199 000 $  |
| 2020-2021   | Nets        | 40 108 950 $  |
| 2021-2022   | Nets        | 40 918 900 $  |
| 2022-2023   | Suns        | 44 119 845 $  |
| 2023-2024   | Suns        | 47 649 433 $  |
| Total Gains | Total Gains | 399 155 146 $ |
| 2024-2025   | Suns        | 51 179 021 $  |
| 2025-2026   | Rockets     | 54 708 609 $  |

Notes :
- * Pour la saison 2014-2015, le salaire moyen d'un joueur évoluant en NBA est de 4 500 000 $[111].
- italique : option joueur

## En dehors du terrain
Il est l'une des figures de proue de Nike qui lui fabrique régulièrement des modèles de chaussures personnalisées. Il apparaît également sur la jaquette de NBA 2K13 avec Blake Griffin et Derrick Rose, seul sur celle de NBA 2K15 et présent avec Kareem Abdul-Jabbar et Dirk Nowitzki sur l'édition premium de NBA 2K22 célébrant la 75e édition de la NBA.
Il joue son propre rôle dans le film Thunderstruck sorti en 2012.
Dans une interview donnée à Bob Fitzgerald pour KNBR, Kevin Durant déclare « mener les gens en bateau pour plaisanter » car il est trop souvent questionné sur sa taille et déclare ne pas mesurer 2,08 m comme le dit la NBA mais en réalité 2,10 m sans chaussures et 2,13 m avec chaussures.
En 2021, il signe un contrat de partenariat et de sponsoring avec la plate-forme en ligne d’information sur les distributeurs américains de cannabis Weedmaps expliquant vouloir cesser de « stigmatiser l’usage du cannabis dans le monde du sport et de normaliser son approche ».
Avec son agent Rich Kleiman (en), Kevin Durant est propriétaire de la société Thirty Five Ventures (35V). En juin 2020, la société prend une participation (entre 1 et 5 %) dans le club de football professionnel masculin de Philadelphie, l'Union de Philadelphie. En mai 2022, 35V prend une participation minoritaire dans un club de football professionnel féminin du New Jersey, le Gotham du NJ/NY.

## Vie privée

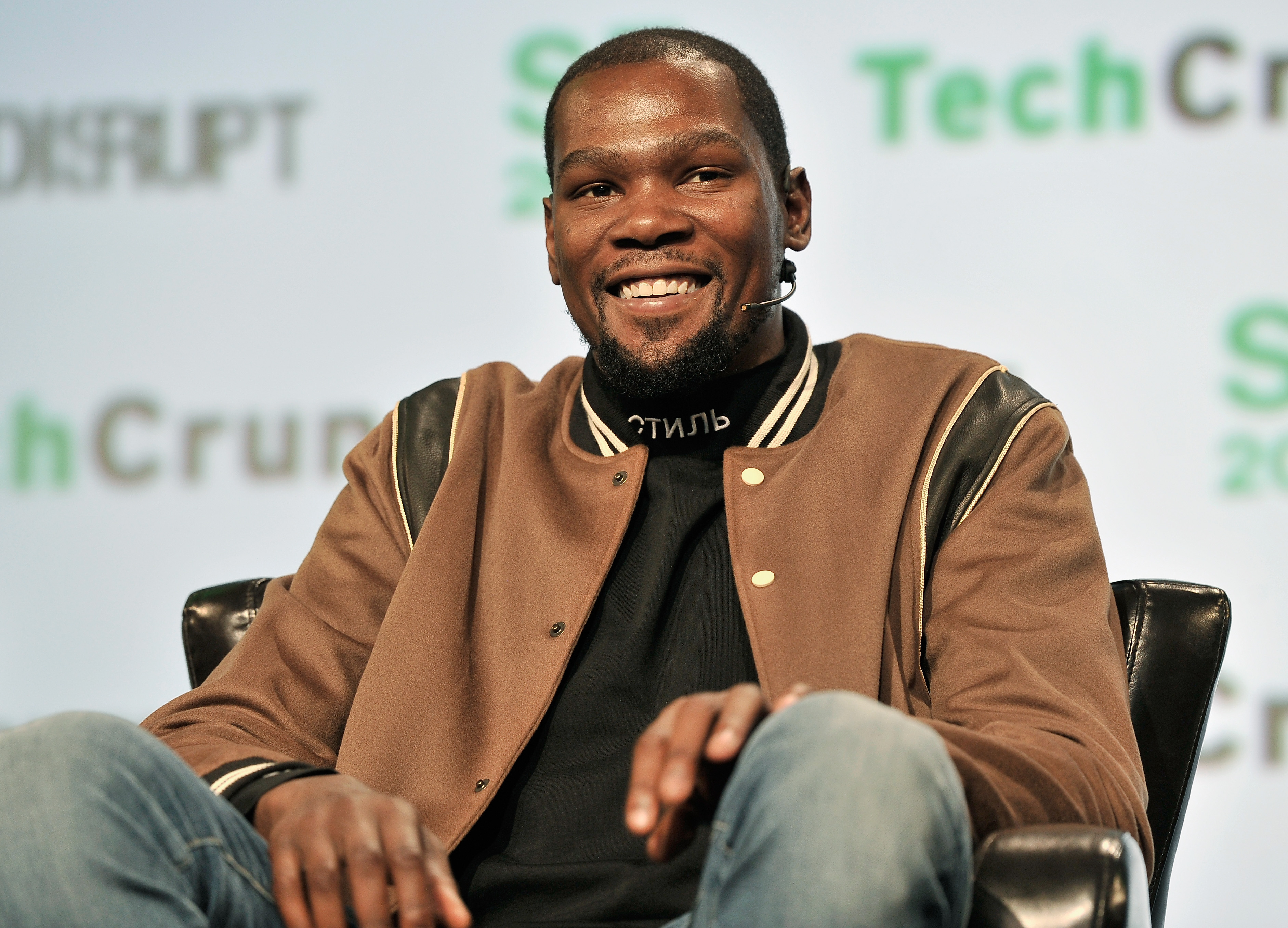
Kevin Durant s'exprimant sur scène lors de TechCrunch Disrupt SF en 2017.

Ses parents sont Wanda Durant et Wayne Pratt. Sa grand-mère est Barbara Davis. Il a une sœur, Brianna et deux frères, Tony et Rayvonne.
Kevin Durant a demandé Monica Wright, une joueuse professionnelle de basket-ball avec laquelle il est en couple depuis 2006, en mariage en juillet 2013 et celle-ci a accepté,. Le couple se sépare finalement moins d'un an après.
En 2013, il est devenu chrétien évangélique et a été baptisé à Hillsong Church New York .